# Šuplja Lipa
Šuplja Lipa – wieś w Chorwacji, w żupanii bielowarsko-bilogorskiej, w gminie Končanica. W 2011 roku liczyła 186 mieszkańców.